# Chomelia monantha
Chomelia monantha är en måreväxtart som först beskrevs av Karl Moritz Schumann och Paul Carpenter Standley, och fick sitt nu gällande namn av Julian Alfred Steyermark. Chomelia monantha ingår i släktet Chomelia och familjen måreväxter. Inga underarter finns listade i Catalogue of Life.